# Società Sportiva Matelica Calcio 2019-2020
Questa voce raccoglie le informazioni riguardanti la Società Sportiva Matelica Calcio A.S.D. nelle competizioni ufficiali della stagione 2019-2020.

## Divise e sponsor
Lo sponsor tecnico per la stagione 2019-2020 è Macron, mentre lo sponsor ufficiale è Fidea. Le divise sono esteticamente molto semplici: completo rosso con finiture bianche (spalle e fianchi) per le gare in casa, bianco con finiture rosse (come la prima) per le trasferte e nero tinta unita come schema third.
| Casa | Trasferta | Terza divisa |

## Rosa
| N. |                     | Ruolo | Calciatore                  |
| -- | ------------------- | ----- | --------------------------- |
|    | Italia (bandiera)   | P     | Giuseppe Amoroso            |
|    | Italia (bandiera)   | P     | Andrea Bigliardi            |
|    | Lituania (bandiera) | P     | Kajus Urbietis              |
|    | Italia (bandiera)   | D     | Francesco Busi              |
|    | Italia (bandiera)   | D     | Giordano Colacicchi         |
|    | Italia (bandiera)   | D     | Emanuele De Luca            |
|    | Italia (bandiera)   | D     | Simone De Santis (capitano) |
|    | Francia (bandiera)  | D     | Louis Démoléon              |
|    | Italia (bandiera)   | D     | Alessandro Di Renzo         |
|    | Italia (bandiera)   | D     | Samuel Di Renzo             |
|    | Italia (bandiera)   | D     | Gabriele Masini             |
|    | Italia (bandiera)   | D     | Niccolò Pupeschi            |
|    | Italia (bandiera)   | D     | Yuri Sanpaolesi             |
|    | Italia (bandiera)   | D     | Vincenzo Visconti           |
|    | Italia (bandiera)   | C     | Filippo Barbarossa          |
|    | Italia (bandiera)   | C     | Loris Barbetta              |

| N. |                   | Ruolo | Calciatore         |
| -- | ----------------- | ----- | ------------------ |
|    | Italia (bandiera) | C     | Lorenzo Bordo      |
|    | Italia (bandiera) | C     | Marco Croce        |
|    | Italia (bandiera) | C     | Marco Fermo        |
|    | Italia (bandiera) | C     | Alessandro Rinaldi |
|    | Italia (bandiera) | C     | Edoardo Staffolani |
|    | Italia (bandiera) | A     | Gianluca Bugaro    |
|    | Italia (bandiera) | A     | Giordano Fioretti  |
|    | Italia (bandiera) | A     | Vito Leonetti      |
|    | Italia (bandiera) | A     | Andrea Massetti    |
|    | Italia (bandiera) | A     | Federico Moretti   |
|    | Italia (bandiera) | A     | Alessandro Peroni  |
|    | Italia (bandiera) | A     | Mirco Severini     |
|    | Italia (bandiera) | A     | Simone Tomassini   |
|    | Italia (bandiera) | A     | Niccolò Valenti    |
|    | Italia (bandiera) | A     | Nicolò Zepponi     |

## Calciomercato

### Sessione estiva (dall'1/7 al 2/9)
| Acquisti | Acquisti            | Acquisti             | Acquisti   |
| R.       | Nome                | da                   | Modalità   |
| -------- | ------------------- | -------------------- | ---------- |
| P        | Giuseppe Amoroso    | Fossacesia           | prestito   |
| P        | Andrea Bigliardi    | Carpi                | svincolato |
| P        | Kajus Urbietis      | Džiugas Telšiai      | svincolato |
| D        | Francesco Busi      | Bologna              | svincolato |
| D        | Alessandro Di Renzo | Ternana              | prestito   |
| D        | Samuel Di Renzo     | FC Francavilla       | svincolato |
| D        | Niccolò Pupeschi    | Milano City          | svincolato |
| C        | Filippo Barbarossa  | Perugia              | svincolato |
| C        | Loris Barbetta      | Ascoli               | svincolato |
| C        | Lorenzo Bordo       | Jesina               | svincolato |
| C        | Marco Croce         | Pro Sesto            | svincolato |
| C        | Andrea Massetti     |                      | svincolato |
| C        | Alessandro Rinaldi  | Caronnese            | svincolato |
| A        | Vito Leonetti       | Vastese              | svincolato |
| A        | Federico Moretti    | S.N. Notaresco       | svincolato |
| A        | Alessandro Peroni   | Santarcangelo        | svincolato |
| A        | Mirco Severini      | Castelfidardo        | svincolato |
| A        | Simone Tomassini    | Pineto               | svincolato |
| A        | Niccolò Valenti     | Arzignano Valchiampo | svincolato |

| Cessioni | Cessioni            | Cessioni          | Cessioni      |
| R.       | Nome                | a                 | Modalità      |
| -------- | ------------------- | ----------------- | ------------- |
| P        | Michele Avella      | Casertana         | fine prestito |
| P        | Nicolò Luglio       | Imolese           | fine prestito |
| D        | Sehadin Arapi       |                   | svincolato    |
| D        | Luca Benedetti      | Belluno           | svincolato    |
| D        | Federico Cuccato    | Delta Porto Tolle | svincolato    |
| D        | Lorenzo Riccio      | Taranto           | svincolato    |
| C        | Lorenzo Bambozzi    |                   | svincolato    |
| C        | Mimmo De Marco      | Entella           | svincolato    |
| C        | Vittorio Favo       | Forlì             | svincolato    |
| C        | Fabrizio Lo Sicco   | Adriese           | svincolato    |
| C        | Matias Mancini      | Rimini            | svincolato    |
| C        | Alberto Pignat      | Crema             | svincolato    |
| A        | Manuel Angelilli    | Monterosi         | svincolato    |
| A        | Lamin Bittaye       | Calvina Sport     | svincolato    |
| A        | Santiago Dorato     | Team Altamura     | svincolato    |
| A        | Damien Florian      | Adriese           | svincolato    |
| A        | Salvatore Margarita |                   | svincolato    |
| A        | Daniele Melandri    | Chieri            | svincolato    |

### Sessione di dicembre(dall'2/12 al 23/12)
| Acquisti | Acquisti          | Acquisti   | Acquisti   |
| R.       | Nome              | da         | Modalità   |
| -------- | ----------------- | ---------- | ---------- |
| A        | Giordano Fioretti | Giulianova | svincolato |

| Cessioni | Cessioni           | Cessioni | Cessioni   |
| R.       | Nome               | a        | Modalità   |
| -------- | ------------------ | -------- | ---------- |
| P        | Andrea Bigliardi   | Fabbrico | svincolato |
| D        | Samuel Di Renzo    | Pineto   | svincolato |
| D        | Alessandro Rinaldi | Foligno  | svincolato |
| A        | Mirco Severini     | Vigasio  | svincolato |
| A        | Simone Tomassini   | Pineto   | svincolato |

### Sessione invernale(dal 2/1 al 31/1)
| Acquisti | Acquisti            | Acquisti | Acquisti   |
| R.       | Nome                | da       | Modalità   |
| -------- | ------------------- | -------- | ---------- |
| D        | Giordano Colacicchi |          | svincolato |
| C        | Marco Fermo         |          | prestito   |

| Cessioni | Cessioni       | Cessioni | Cessioni      |
| R.       | Nome           | a        | Modalità      |
| -------- | -------------- | -------- | ------------- |
| D        | Francesco Busi | Bologna  | fine prestito |
| C        | Loris Barbetta | Ascoli   | fine prestito |

### Operazioni successive alla sessione invernale
| Acquisti | Acquisti        | Acquisti | Acquisti   |
| R.       | Nome            | da       | Modalità   |
| -------- | --------------- | -------- | ---------- |
| D        | Gabriele Masini |          | svincolato |

## Risultati

### Serie D

#### Girone d'andata
| Arbitro: | Gregoris (Pescara) |

|                                       |           |                |
| Peroni 11’ Leonetti 17’ Tomassini 76’ | Marcatori | 21’ Rizzitelli |

| Arbitro: | Iacobellis (Pisa) |

|                   |           |  |
| Titone 60’ (rig.) | Marcatori |  |

| Arbitro: | Di Francesco (Ostia) |

|             |           |                    |
| Leonetti 9’ | Marcatori | 37’ (rig.) Suriano |

| Arbitro: | Grasso (Ariano Irpino) |

|             |           |                     |
| D'Andrea 8’ | Marcatori | 68’ (rig.) Leonetti |

| Arbitro: | Milone (Taurianova) |

|                                                                       |           |  |
| Tomassini 5’ Camerlengo 17’ (aut.) Leonetti 90+3’ (rig.) Peroni 90+5’ | Marcatori |  |

| Arbitro: | Russo (Torre Annunziata) |

|                |           |              |
| Pizzutelli 20’ | Marcatori | 75’ Massetti |

| Arbitro: | Rispoli (Locri) |

|  |           |              |
|  | Marcatori | 22’ Mingiano |

| Arbitro: | Schiavon (Treviso) |

|          |           |                                     |
| Cruz 52’ | Marcatori | 18’ Valenti 26’ Bordo 90+4’ Moretti |

| Arbitro: | Canci (Carrara) |

|                             |           |  |
| Bordo 10’, 25’ Leonetti 46’ | Marcatori |  |

| Arbitro: | Diop (Treviglio) |

|  |           |                            |
|  | Marcatori | 56’ Moretti 90+1’ Massetti |

| Arbitro: | Madonia (Palermo) |

|                     |           |                          |
| Leonetti 66’ (rig.) | Marcatori | 36’ Sansovini 57’ Romano |

| Arbitro: | Robilotta (Sala Consilina) |

|                |           |               |
| Bianciardi 25’ | Marcatori | 20’ Tomassini |

| Arbitro: | Sicurello (Seregno) |

|               |           |  |
| Tomassini 82’ | Marcatori |  |

| Arbitro: | Mallardi (Bari) |

|  |           |                                                    |
|  | Marcatori | 16’ (rig.) Leonetti 21’, 40’ Tomassini 78’ Rinaldi |

| Arbitro: | Ancora (Roma 1) |

|                                                         |           |  |
| Bugaro 10’ Moretti 50’ (rig.) Barbetta 53’ Massetti 67’ | Marcatori |  |

| Arbitro: | Duzel (Castelfranco Veneto) |

|                                  |           |  |
| Barbetta 57’ Leonetti 85’ (rig.) | Marcatori |  |

| Arbitro: | Turrini (Firenze) |

|              |           |                                       |
| Pezzotti 77’ | Marcatori | 51’ (rig.) Leonetti 65’ (aut.) Nodari |

#### Girone di ritorno
| Arbitro: | Mirabella (Napoli) |

|                       |           |                       |
| Battistini 77’ (rig.) | Marcatori | 1’ Bordo 22’ Leonetti |

| Arbitro: | Perri (Roma 1) |

|                       |           |                                     |
| Leonetti 1’, 21’, 33’ | Marcatori | 12’ (aut.) De Santis 88’ Marchionni |

| Giulianova 19 gennaio 2020, ore 14:30 CET 20ª giornata | Giulianova                   | 0 – 0 | Matelica | Stadio Rubens Fadini\| Arbitro: \| Rinaldi (Bassano del Grappa) \| |
| Arbitro:                                               | Rinaldi (Bassano del Grappa) |       |          |                                                                    |

| Arbitro: | De Angeli (Milano) |

|                               |           |                       |
| Barbarossa 50’ Pupeschi 90+4’ | Marcatori | 8’ Basilico 70’ Macrì |

| Arbitro: | Bozzetto (Bergamo) |

|            |           |                                     |
| Sivilla 7’ | Marcatori | 10’ Moretti 39’ Bugaro 81’ Visconti |

| Matelica 9 febbraio 2020, ore 14:30 CET 23ª giornata | Matelica         | 0 – 0 | Campobasso | Stadio Giovanni Paolo II\| Arbitro: \| Lovison (Padova) \| |
| Arbitro:                                             | Lovison (Padova) |       |            |                                                            |

| Arbitro: | Villa (Rimini) |

|  |           |                 |
|  | Marcatori | 10’, 49’ Peroni |

| Arbitro: | Gangi (Enna) |

|                                   |           |  |
| Moretti 5’ Croce 60’ Leonetti 89’ | Marcatori |  |

| Arbitro: | Castellone (Napoli) |

|  |           |                     |
|  | Marcatori | 54’ (rig.) Leonetti |

| Matelica 8 marzo 2020 27ª giornata | Matelica | – (annullata) | Avezzano | Stadio Giovanni Paolo II |

| Notaresco 22 marzo 2020 28ª giornata | S.N. Notaresco | – (annullata) | Matelica | Stadio Vincenzo Savini |

| Matelica 29 marzo 2020 29ª giornata | Matelica | – (annullata) | Pineto | Stadio Giovanni Paolo II |

| Tolentino 5 aprile 2020 30ª giornata | Tolentino | – (annullata) | Matelica | Stadio della Vittoria |

| Matelica 9 aprile 2020 31ª giornata | Matelica | – (annullata) | Porto Sant'Elpidio | Stadio Giovanni Paolo II |

| Vasto 19 aprile 2020 32ª giornata | Vastese | – (annullata) | Matelica | Stadio Aragona |

| Agnone 26 aprile 2020 33ª giornata | Olympia Agnonese | – (annullata) | Matelica | Stadio Civitelle |

| Matelica 3 maggio 2020 34ª giornata | Matelica | – (annullata) | Recanatese | Stadio Giovanni Paolo II |

### Coppa Italia
| Arbitro: | Collu (Cagliari) |

|             |           |  |
| Defendi 72’ | Marcatori |  |

### Coppa Italia Serie D
| Arbitro: | Ursini (Pescara) |

|                     |           |               |
| Miori 32’ Luzzi 86’ | Marcatori | 31’ Tomassini |

## Statistiche

### Statistiche di squadra
| Competizione         | M.Pt | Punti | In casa | In casa | In casa | In casa | In casa | In casa | In trasferta | In trasferta | In trasferta | In trasferta | In trasferta | In trasferta | Totale | Totale | Totale | Totale | Totale | Totale | DR  |
| Competizione         | M.Pt | Punti | G       | V       | N       | P       | Gf      | Gs      | G            | V            | N            | P            | Gf           | Gs           | G      | V      | N      | P      | Gf     | Gs     | DR  |
| -------------------- | ---- | ----- | ------- | ------- | ------- | ------- | ------- | ------- | ------------ | ------------ | ------------ | ------------ | ------------ | ------------ | ------ | ------ | ------ | ------ | ------ | ------ | --- |
| Serie D              | 2,11 | 55    | 13      | 8       | 3       | 2       | 27      | 9       | 13           | 8            | 4            | 1            | 22           | 8            | 26     | 16     | 7      | 3      | 49     | 17     | +32 |
| Coppa Italia         | -    | -     | 0       | 0       | 0       | 0       | 0       | 0       | 1            | 0            | 0            | 1            | 0            | 1            | 1      | 0      | 0      | 1      | 0      | 1      | -1  |
| Coppa Italia Serie D | -    | -     | 0       | 0       | 0       | 0       | 0       | 0       | 1            | 0            | 0            | 1            | 1            | 2            | 1      | 0      | 0      | 1      | 1      | 2      | -1  |
| Totale               | 2,11 | 55    | 13      | 8       | 3       | 2       | 27      | 9       | 15           | 8            | 4            | 3            | 23           | 11           | 28     | 16     | 7      | 5      | 50     | 20     | +30 |

### Andamento in campionato
| Giornata  | 1 | 2 | 3  | 4  | 5 | 6 | 7  | 8 | 9 | 10 | 11 | 12 | 13 | 14 | 15 | 16 | 17 | 18 | 19 | 20 | 21 | 22 | 23 | 24 | 25 | 26 | 27 | 28 | 29 | 30 | 31 | 32 | 33 | 34 |
| --------- | - | - | -- | -- | - | - | -- | - | - | -- | -- | -- | -- | -- | -- | -- | -- | -- | -- | -- | -- | -- | -- | -- | -- | -- | -- | -- | -- | -- | -- | -- | -- | -- |
| Luogo     | C | T | C  | T  | C | T | C  | T | C | T  | C  | T  | C  | T  | C  | C  | T  | T  | C  | T  | C  | T  | C  | T  | C  | T  | C  | T  | C  | T  | C  | T  | T  | C  |
| Risultato | V | P | N  | N  | V | N | P  | V | V | V  | P  | N  | V  | V  | V  | V  | V  | V  | V  | N  | N  | V  | N  | V  | V  | V  | –  | –  | –  | –  | –  | –  | –  | –  |
| Posizione | 3 | 8 | 11 | 11 | 5 | 7 | 10 | 7 | 5 | 3  | 5  | 5  | 5  | 4  | 3  | 3  | 2  | 2  | 2  | 2  | 2  | 2  | 2  | 2  | 2  | 1  | –  | –  | –  | –  | –  | –  | –  | –  |

Legenda:

Luogo: C = Casa; T = Trasferta. Risultato: V = Vittoria; N = Pareggio; P = Sconfitta.